# Neophema chrysostoma
Vẹt cánh lục (danh pháp hai phần: Neophema chrysostoma) là một loài vẹt thuộc họ Psittaculidae. Neophema chrysostoma phân bố ở Tasmania và đông nam Úc. Neophema chrysostoma có màu chủ yếu là xanh lá cây ô liu với một dải xanh lục kéo dài từ trán đến mắt, cánh màu lục, bụnh màu vàng. Chóp đuôi màu xám hơi xanh lục, hai bên dưới cánh màu vàng. Loài này được tìm thấy trong rừng gỗ thảo nguyên, đồng cỏ, vườn cây ăn trái, đất nông nghiệp, đầm lầy, heathland, các đụn cát, và môi trường sống mở khác lên đến độ cao 1200 mét trên mực nước biển. Nhiều con di chuyển giữa Tasmania, nơi chúng sinh sản trong mùa xuân và mùa hè, và Úc, nơi chúng trú đông. Chúng thường ăn trên mặt đất, ăn hạt, hoa, trái cây và côn trùng. Kích thước đàn lên đến 2000 con ngay trước khi di cư mùa thu.